# Alex Salmond

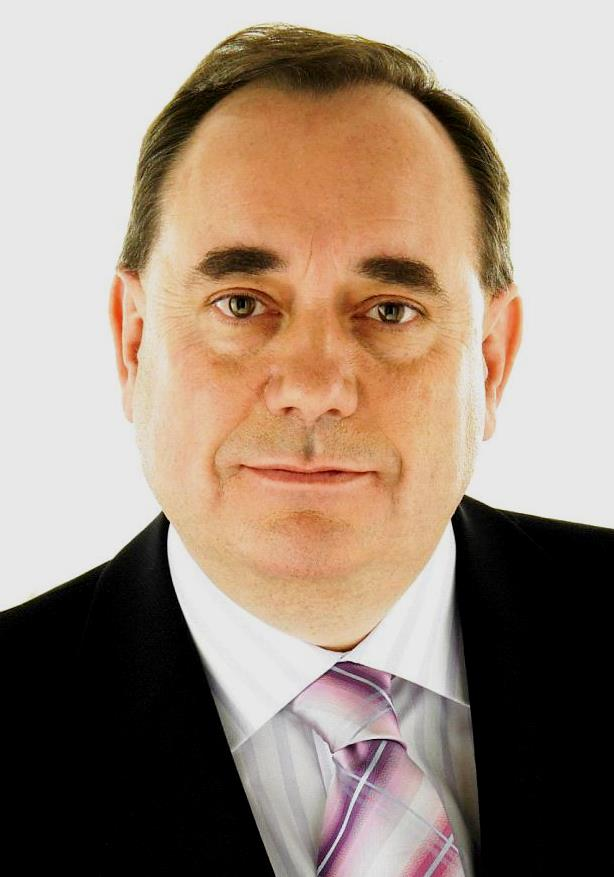
Alex Salmond (2007)

Alexander Elliot Anderson „Alex“ Salmond (* 31. Dezember 1954 in Linlithgow, West Lothian, Schottland, Vereinigtes Königreich; † 12. Oktober 2024 in Ohrid, Nordmazedonien) war ein schottischer Politiker (von 1973 bis 2018 SNP, ab 2021 Alba Party). Von 2007 bis 2014 war er Erster Minister (Ministerpräsident) seines Heimatlandesteils. Nachdem im September 2014 beim Referendum über die Unabhängigkeit Schottlands 55 % der Wähler gegen die Unabhängigkeit gestimmt hatten, trat er von diesem Amt und als Vorsitzender der SNP zurück. Am 29. August 2018 erklärte er auch wegen eines gegen ihn eingeleiteten Strafverfahrens – er wurde 2020 in allen 13 Anklagepunkten mangels Beweisen freigesprochen – seinen Austritt aus der SNP.

## Privatleben und beruflicher Werdegang
Salmond wuchs als zweites von vier Kindern in einer Beamtenfamilie mit breitem politischem Spektrum auf. Nach Schulbildung in der lokalen Akademie Linlithgow studierte er Volkswirtschaftslehre und Geschichtswissenschaft an der Universität Saint Andrews.
1978 trat er als Ökonom in der Abteilung für Landwirtschaft und Fischerei des Scottish Office in den Wirtschaftsdienst der britischen Regierung ein. Zwei Jahre später wechselte er zur Royal Bank of Scotland, wo er sieben Jahre lang ebenfalls als Ökonom tätig war.
1981 heiratete er Moira McGlashan, seine ehemalige Vorgesetzte beim Scottish Office. Salmond war damals 26, seine Frau 43 Jahre alt. Das Paar hatte keine Kinder und schirmte sein Privatleben vollständig von der Öffentlichkeit ab. Es lebte in einer umgebauten Mühle in Strichen in der Grafschaft Aberdeenshire.
Salmond war Gastprofessor an der Universität Strathclyde. Er starb am 12. Oktober 2024 nach einer Rede, die er in Nordmazedonien gehalten hatte, im Alter von 69 Jahren.

## Politische Tätigkeit

### Frühe Politische Jahre
Salmond wurde politisch aktiv, als er 1971 der Federation of Student Nationalists an der Universität Saint Andrews beitrat.
Der Scottish National Party (SNP) trat er 1973 bei, angeblich nachdem er im Streit mit seiner damaligen Freundin von ihr dazu aufgefordert worden war.
Er begann seine politische Tätigkeit als überzeugter Anhänger des linken Flügels der Scottish National Party (SNP) und war ein leitendes Mitglied der Group 79, einer sozialistisch-republikanischen Organisation innerhalb der Partei. Zusammen mit den anderen führenden Köpfen der Gruppe wurde er 1982 aus der Partei ausgeschlossen, nachdem sie die Gruppierung nach Auflösung durch die Parteiführung außerparteilich weitergeführt hatten. Einen Monat später wurde Salmond jedoch wieder aufgenommen.
1985 wurde Salmond zum stellvertretenden Vorstandsmitglied für Öffentlichkeitsarbeit der SNP gewählt. Zwischen 1987 und 2010 war er nach Ablösung des konservativen Amtsinhabers Abgeordneter des Wahlkreises Banff and Buchan im britischen Unterhaus.
1987 wurde er stellvertretender Vorsitzender seiner Partei.

### Erste Amtszeit als Parteivorsitzender
1990 wurde er zum Vorsitzenden der SNP gewählt. Hierbei setzte er sich mit deutlicher Mehrheit gegen die Kandidatin Margaret Ewing durch, die ebenfalls dem linken Flügel zugerechnet wurde. Die darauf folgende Parlamentswahl von 1992 ergab zwar deutliche Stimmenzuwächse, die sich aufgrund des Mehrheitswahlrechtes allerdings nicht in Sitzgewinnen widerspiegelten.
Obwohl er noch immer ein vollständig unabhängiges Schottland anstrebte, unterstützte Salmond zusammen mit den Vorsitzenden der schottischen Labour Party und der schottischen Liberal Democrats die letztendlich erfolgreiche Kampagne für die Einrichtung eines schottischen Regionalparlaments. So widersprach er den Stimmen vieler Hardliner in der eigenen Partei, die sich ausschließlich auf die vollständige Unabhängigkeit fixierten.
Wegen parteiinterner Kritik sowie Auseinandersetzungen mit führenden Parteimitgliedern trat er 2000 als Parteivorsitzender zurück und wurde durch John Swinney ersetzt. Salmond verließ das schottische Parlament und wurde Vorsitzender der Gruppierung der SNP im britischen Unterhaus. Dort trat er als entschiedener Gegner des Irakkrieges auf. Er war auch bereits 1999 einer der wenigen britischen Politiker gewesen, die sich gegen eine Bombardierung Serbiens durch die NATO aussprachen.

### Zweite Amtszeit als Parteivorsitzender
Am 15. Juli 2004 kündigte Salmond entgegen vorherigen Verlautbarungen seine Kandidatur zum Parteivorsitz an. Er gewann die Wahl mit mehr als 75 Prozent der Stimmen.
Bei den Schottischen Parlamentswahlen 2007 errang Salmond den Wahlkreis Gordon, der seit 1999 von den Liberaldemokraten gehalten wurde. Die SNP ging mit einem Sitz Vorsprung vor Labour knapp als stärkste Partei aus der Wahl hervor.

### Erster Minister

#### Kabinett Salmond I

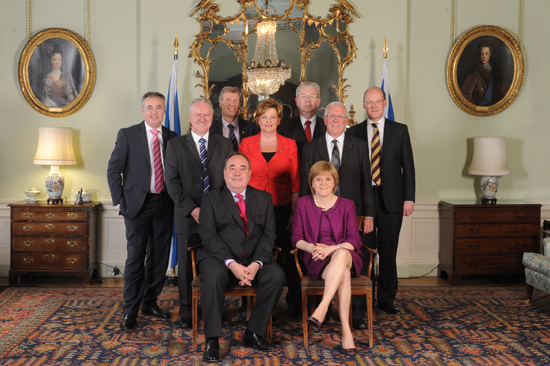
Das Kabinett Salmond II, 2011

Am 16. Mai 2007 wurde Salmond vom schottischen Parlament zum Ersten Minister gewählt. Er führte eine Minderheitsregierung, das Kabinett Salmond I, an, nachdem die Liberaldemokraten keine Koalition mit der SNP gebildet hatten. Zusammen mit den zwei Sitzen der Scottish Green Party, die die Regierung unterstützte, konnte sich die SNP auf 49 von 129 Stimmen stützen, 16 unterhalb der absoluten Mehrheit.
Salmond war der erste Vertreter der schottischen Nationalisten im Amt des Ersten Ministers. Er reduzierte die Größe des Kabinetts von neun auf sechs Mitglieder und erklärte, er würde in Form von Einzelentscheidungen regieren. Um sich auf seine Funktion als Erster Minister zu konzentrieren, trat Salmond als Chef der Parteigruppe im Unterhaus zurück.
In der Neujahrsansprache 2010 betonte Alex Salmond die Wichtigkeit erneuerbarer Energie für Schottland. Bereits 2009 setzte er sich für Gesetzgebung zum Klimawandel im Rahmen der UN-Klimaschutzkonferenz in Kopenhagen ein und hob Schottlands Rolle in der Bekämpfung des Klimawandels hervor.

#### Kabinett Salmond II
Infolge der schottischen Parlamentswahl 2011, bei der die SNP die absolute Mehrheit der Sitze errang, konnte Salmond seine Arbeit als First Minister fortsetzen. Die SNP gewann bei der Wahl 69 von 129 Sitzen. Im Mai 2011 stellte Salmond sein zweites Kabinett vor. Die absolute Mehrheit der SNP, welche davor für praktisch unmöglich gehalten worden war, bereitete den Weg für eine Volksabstimmung über die Unabhängigkeit Schottlands.
Am 18. September 2014 fand ein Referendum über die Unabhängigkeit Schottlands statt, in dem sich die Schotten mehrheitlich gegen eine Abspaltung vom Vereinigten Königreich aussprachen, wenn auch deutlich knapper als im Vorfeld erwartet worden war. Salmond, der vehement dafür gekämpft hatte, räumte seine Niederlage ein. Einen Tag nach dem Referendum, am 19. September 2014, gab Salmond seinen Rücktritt als Erster Minister Schottlands bekannt. Im Schlusswort seiner Rede anlässlich des Rücktritts sagte er:

“For me, as leader my time is nearly over. But for Scotland the campaign continues and the dream shall never die.”

„Für mich als [politischen] Führer ist die Zeit nahezu abgelaufen. Aber für Schottland geht die Kampagne weiter und der Traum [der Unabhängigkeit Schottlands] möge niemals vergehen.“

Seine Nachfolgerin im Amt des schottischen Regierungschefs wurde im November 2014 Nicola Sturgeon, sie übernahm auch den Vorsitz der SNP. Salmond kündigte im Dezember 2014 an, für die britische Parlamentswahl im Mai 2015 zu kandidieren.

### Abgeordneter in Westminster
Bei der Unterhauswahl am 7. Mai 2015 wurde Salmond im schottischen Wahlkreis Gordon mit 47,7 % der Stimmen in das neue House of Commons gewählt. Seine Hauptgegenkandidatin Christine Jardine von den Liberal Democrats kam auf 32,7 %. In Westminster soll Salmond der SNP-Sprecher für Außenpolitik werden. Zum Erfolg der SNP bei der Wahl meinte Salmond, dass der „schottische Löwe an diesem Morgen im ganzen Land gebrüllt“ habe (the Scottish lion has roared this morning across the country). Bei den vorgezogenen Unterhauswahlen 2017 unterlag Salmond dem Konservativen Colin Clark und schied in der Folge aus dem britischen Unterhaus aus.

### TV-Moderator

#### Russia Today
Von November 2017 bis zum russischen Überfall auf die Ukraine am 24. Februar 2022 (die Sendung wurde an diesem Tag zum letzten Mal ausgestrahlt) moderierte Salmond The Alex Salmond Show auf RT. Die Times schrieb unter anderem: “Mr Salmond’s service for the propaganda outlets of a hostile foreign autocracy does indeed evince a lack of judgment, self-respect and shame. The decision is an insult to the victims of a murderous kleptocracy.” („Salmonds Einsatz für die Propaganda einer aggressiven fremden Autokratie zeigt einen Mangel an Einschätzungsvermögen, Selbstachtung und Schamgefühl. Dieser Entscheid ist eine Beleidigung für die Opfer einer mörderischen Kleptokratie.“)

#### Türkischer Sender TRT
Im Februar 2024 wurde bekannt, dass Salmond Gastgeber der Talkrunde „Turkish Tea Talk“ des staatlichen Fernsehsenders TRT wurde.

### Vorwürfe sexueller Übergriffe
Nachdem die Zeitung Daily Record im August 2018 darüber berichtet hatte, dass Salmond sexuelle Übergriffe gegen zwei Frauen vorgeworfen wurden, bestritt Salmond diese Vorwürfe und beklagte sich, dass die Ermittlungen gegen ihn „unfair und ungerecht“ seien. Dies wurde von der Ersten Ministerin Nicola Sturgeon entschieden verneint. Die erhobenen Vorwürfe seien derart, dass sie „nicht einfach ignoriert“ werden könnten. Daraufhin erklärte Salmond am 29. August 2018 seinen Austritt aus der SNP – nach insgesamt 45 Jahren Parteimitgliedschaft, davon 20 Jahren als Parteivorsitzender. Er sei schuldlos und habe die Absicht, wieder in der SNP aktiv zu werden, sobald die Vorwürfe gegen ihn ausgeräumt seien.
Am 24. Januar 2019 begann vor dem Sheriff Court in Edinburgh ein Prozess gegen Salmond. Die Anklage warf ihm 13 Sexualstraftaten, darunter zweifache versuchte Vergewaltigung sowie Störung der öffentlichen Ordnung (englisch breach of the peace) vor. Er wies sämtliche Vorwürfe erneut zurück; gegen Stellung einer Kaution blieb ihm eine Untersuchungshaft (Pre-trial detention) erspart. 
Er wurde am 23. März 2020 mangels Beweisen in allen 13 Anklagepunkten freigesprochen.

### Spätere Jahre und Tod
Im Jahr 2021 kritisierte er Sturgeon für die mangelhaften Ermittlungen ihrer Regierung zu diesen Vorwürfen, die zu einem politischen Skandal führten. Salmond startete mit seiner neu gegründeten Partei Alba Party im März 2021 zu den schottischen Parlamentswahlen 2021. Die Alba Party konnte bei den Wahlen keine Sitze gewinnen, nachdem sie nur 1,7 % der Stimmen erhalten hatte.
Am 12. Oktober 2024 brach er bei einem Mittagessen im Inex Olgica Hotel gegen 15:30 Uhr Ortszeit nahe der Stadt Ohrid in Nordmazedonien zusammen und verstarb im Alter von 69 Jahren noch vor Ort. Er hatte sich dort bei einer internationalen Konferenz aufgehalten und eine Rede gehalten. Zahlreiche Persönlichkeiten würdigten ihn, darunter König Charles III., Premierminister Keir Starmer, die ehemaligen Premierminister David Cameron, Boris Johnson und Tony Blair sowie seine Nachfolger im Amt des First Minister Nicola Sturgeon, Humza Yousaf und John Swinney.